# کوئیک دو لوکاس
کوئیک دو لوکاس (انگلیسی: Quique de Lucas؛ زادهٔ ۱۷ اوت ۱۹۷۸) بازیکن فوتبال اهل اسپانیا است.
از باشگاه‌هایی که در آن بازی کرده‌است می‌توان به باشگاه فوتبال هرکولس، باشگاه فوتبال اسپانیول، باشگاه فوتبال دپورتیوو آلاوس، باشگاه فوتبال رئال مورسیا، باشگاه فوتبال چلسی، باشگاه فوتبال پاری سن ژرمن، و باشگاه فوتبال سلتاویگو اشاره کرد.
وی همچنین در تیم‌های ملی فوتبال زیر ۱۶ سال اسپانیا و زیر ۲۱ سال اسپانیا بازی کرده‌است.